# Phù lục

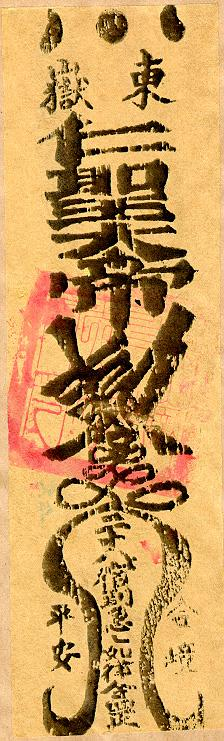
Một bùa "phù lục" đạo giáo

Phù lục (giản thể: 符箓; phồn thể: 符籙; bính âm: Fúlù), phù chú (tiếng Trung: 符咒/ Fúzhòu), phù lệnh (tiếng Trung: 符令/ Fú lìng), phù văn (tiếng Trung: 符文/ Fú wén), phù thư (tiếng Trung: 符书/ Fú shū), phù thuật (tiếng Trung: 符术/ Fú shù), phù triện (tiếng Trung: 符篆/ Fú zhuàn), phù đồ (tiếng Trung: 符图/ Fú tú), phù chỉ (tiếng Trung: 符紙/ Fú zhǐ), giáp mã (tiếng Trung: 甲马/ Jiǎ mǎ) hay bùa Trung Quốc là một thuật ngữ cho câu thần chú đạo giáo siêu nhiên và biểu tượng ma thuật hoặc bùa mê (viết hoặc vẽ) hoặc linh phù (giản thể: 灵符; phồn thể: 靈符; bính âm: Língfú) được các học viên đạo giáo dùng trong quá khứ, những người có thể vẽ và viết sigil siêu nhiên. 
- Phù (tiếng Trung: 符/ Fú)[7][8], thần phù (tiếng Trung: 神符/ Shenfu) hay bùa là vật (thường là giấy) có vẽ hình hoặc viết chữ lên trên được cho là có chức năng triệu tập hoặc hướng dẫn cho các vị thần, linh hồn hoặc là công cụ trừ tà[9], làm thuốc Đông y chữa bệnh. Các đạo sĩ tin rằng trong quá khứ, khả năng viết thần phù đã từng được các vị thần của họ quyết định đối với các linh mục hoặc đạo sĩ (tiếng Trung: 道士/ dàoshi) được ủy quyền.
- Lục (tiếng Trung: 箓/籙/ Lù)[10] là cuốn sách/ thư tịch/ đăng ký tổng hợp các thứ văn tự thần bí thành viên của đạo gia cũng như các kỹ năng họ có thể sử dụng để sai khiến quỷ thần.

Những học viên này cũng được gọi là phù lục phái (tiếng Trung: 符籙派/ Fúlù pài) được tạo thành từ đạo sĩ từ các trường khác nhau hoặc nhánh của đạo giáo.

## Phù trên đồng xu bùa Đạo giáo

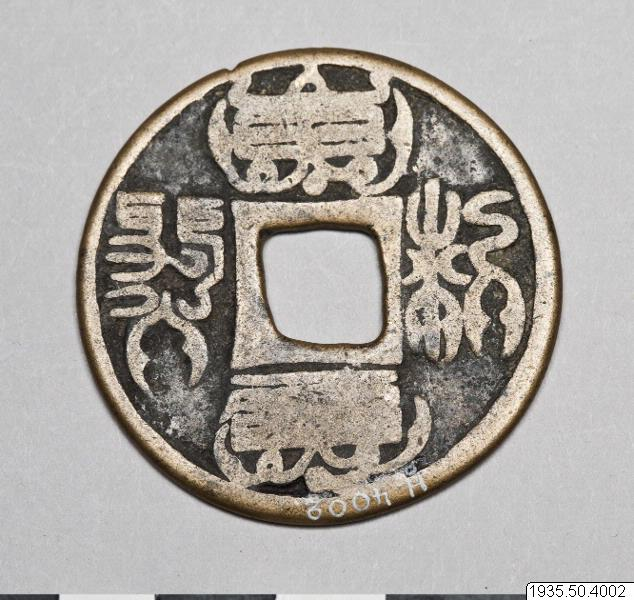
Một đồng xu bùa hoặc bùa hộ mệnh có chứa "chữ viết ma thuật" của Đạo giáo được trưng bày tại Bảo tàng Dân tộc học, Thụy Điển.

Phù chú cũng được sử dụng trên bùa đồng tiền của Đạo giáo (nhiều trong số đó giống với tiền mặt) như yếm thắng tiền (tiếng Trung: 厌胜钱/ yàn shèng qián), nhiều trong số những lá bùa này chưa được giải mã nhưng mẫu vật nơi phù được sử dụng bên cạnh những gì được cho là có các chữ Hán tương đương của chúng tồn tại. Trong những dịp hiếm hoi, văn bản Đạo giáo phù cũng đã được tìm thấy trên bùa charm và bùa hộ mệnh tiền cổ (numismatic) của Phật giáo. Hầu hết những bùa đồng xu có các chữ viết phù yêu cầu Lôi Công bảo vệ người mang nó khỏi linh hồn ma quỷ và bất hạnh trong thần thoại Trung Quốc theo tín ngưỡng dân gian Trung Hoa.

## Nhầm lẫn
Người Việt Nam thường nhầm lẫn tất cả phù lục thành bùa Lỗ Ban do ông cũng khá nổi tiếng trong giới xây dựng, phong thủy, bùa trấn yểm hoặc trừ tà ở Việt Nam.